# Порядин, Александр Сергеевич
Порядин Александр Сергеевич (род. 4 сентября 1960, Усмань, Липецкая область) — российский военачальник. Командующий Приволжским округом войск национальной гвардии Российской Федерации (2015—2023), генерал-полковник (12.12.2016).

## Биография
На военной службе с 1978 года, член КПСС. В 1982 году окончил Орджоникидзевское высшее военное командное училище МВД СССР, в 1991 году — Военную академию имени М. В. Фрунзе, в 2001 году — Военную академию Генерального штаба Вооружённых сил Российской Федерации. Начинал служить в воинских частях в Прибалтике, затем в Польше. Командовал разведывательным взводом в подразделении специального назначения, ротой, батальоном, полком, дивизией, служил в региональном звене управления в Приволжском округе внутренних войск. За время службы участвовал в Афганской войне, в первой и второй чеченских войнах, в локализации гражданской войны в Таджикистане в составе миротворческих сил.
С 2003 года — начальник штаба — первый заместитель командующего Уральском округом внутренних войск (позднее преобразован в Уральское региональное командование внутренних войск) МВД России. С 2007 года — первый заместитель начальника Главного штаба внутренних войск МВД России. С апреля 2009 года — командующий войсками Уральского регионального командования внутренних войск МВД России. С 2015 года — командующий войсками Приволжского регионального командования внутренних войск МВД России.
После преобразования внутренних войск в войска национальной гвардии в 2016 году переведён в них и Указом Президента Российской Федерации от 13 октября 2016 года № 544 генерал-лейтенант Порядин назначен командующим Приволжским округом войск национальной гвардии Российской Федерации. Указом Президента Российской Федерации от 12 декабря 2016 года № 655 присвоено воинское звание генерал-полковник.
В июне 2023 года вместо генерал-полковника А. С. Порядина командующим Приволжским округом войск национальной гвардии Российской Федерации назначен генерал-лейтенант С. В. Просяник.

## Награды
- Орден Александра Невского (2017)[5]
- орден «За военные заслуги»
- медаль ордена «За заслуги перед Отечеством» II степени
- ведомственные медали
- наградное оружие